# Lại Cung
Lại Cung (giản thể: 赖恭; phồn thể: 賴恭; bính âm: Lài Gōng; ? - 223?), không rõ tên tự, là quan viên nhà Quý Hán thời Tam Quốc trong lịch sử Trung Quốc.

## Cuộc đời
Lại Cung quê ở quận Linh Lăng, Kinh Châu, tính cách trung dũng, cương trực, tài khí bất phàm, trọng nghĩa khí, được khen là bậc túc sĩ, ra làm quan cho Kinh Châu mục Lưu Biểu.
Khoảng sau năm 203, thứ sử Giao Châu Trương Tân bị thuộc hạ là Khu Cảnh giết chết. Lưu Biểu muốn can thiệp vào Giao Châu, phong Lại Cung làm thứ sử, lại lấy Ngô Cự làm thái thú quận Thương Ngô. Lại Cung cùng đi với Ngô Cự. Trên đường đến trị sở, Cung với Cự bất hòa, cho quân đánh nhau. Cuối cùng, Lại Cung thất bại, phải chạy về Linh Lăng.
Năm 208, Lưu Bị làm chủ Kinh Nam. Lại Cung theo về với Lưu Bị (không rõ trước hay sau trận Xích Bích), được phong chức Trấn viễn tướng quân.
Năm 219, sau chiến thắng Hán Trung, Lại Cung cùng Mã Siêu, Hứa Tĩnh, Bàng Hi, Xạ Viện, Gia Cát Lượng, Quan Vũ, Trương Phi, Hoàng Trung, Pháp Chính, Lý Nghiêm hơn 120 người dâng biểu xin Lưu Bị xưng Hán Trung vương. Lưu Bị xưng vương, phong Lại Cung giữ chức Thái thường khanh, sau lại thăng chức Thái thường.
Năm 220, Tào Phi cướp ngôi nhà Hán, xưng đế lập ra triều Tào Ngụy. Lại Cung theo Gia Cát Lượng dâng lời mong Lưu Bị xưng đế để nối ngôi nhà Hán. Năm 221, Lưu Bị chính thức lên ngôi, tức Hán Chiêu Liệt Đế, cất quân đánh Tôn Quyền để báo thù cho Quan Vũ, không may bị Lục Tốn đánh bại. Trong chiến dịch này, Lại Cung ở lại đất Thục.
Năm 223, Chiêu Liệt Đế băng, Lại Cung đề nghị hợp táng Chiêu Liệt đế với Hoàng Tư phu nhân, được triều thần đồng ý. Khi Hậu Chủ lên ngôi, lấy Vương Mưu giữ chức Thái thường thay Cung. Khả năng Lại Cung mất lúc này.

## Gia đình
- Lại Quăng (賴厷), con trai của Lại Cung, giữ chức Tây tào lệnh sử thuộc phủ thừa tướng. Năm 227, thừa tướng Gia Cát Lượng dẫn quân ra Hán Trung, chuẩn bị Bắc phạt. Quăng đi theo, giúp thừa tướng quản lý tiền đồn quan trọng này. Lại Quăng chết khi còn trẻ, khiến Gia Cát Lượng vô cùng thương tiếc, viết thư cho Trương Duệ, Tưởng Uyển rằng: Lệnh sử tổn thất Lại Quăng, duyện thuộc mất đi Dương Ngung, là tổn thất lớn của triều đình a.[2]

## Trong văn hóa
Trong tiểu thuyết Tam quốc diễn nghĩa, Lại Cung xuất hiện ở hồi 80, giữ chức Thái thường khanh, cùng các đại thần thỉnh cầu Lưu Bị đăng cơ. Nhưng trong một số phiên bản, tên của Lại Cung bị viết sai thành Lại Trung.